# 마이클 이어비

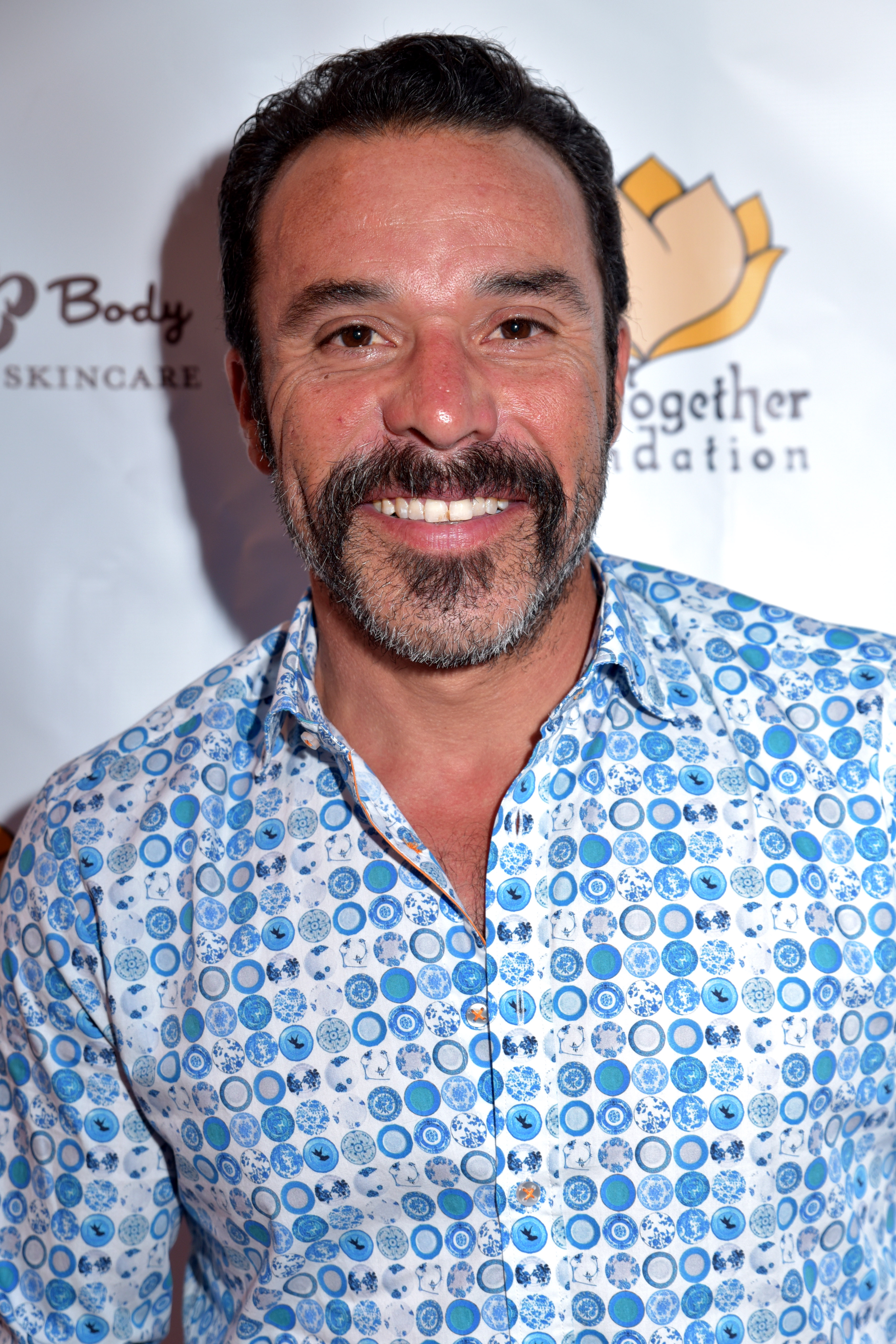

마이클 어비(Michael Irby, 1972년 11월 16일 ~ )는 미국의 배우이다.
팜스프링스에서 태어났다.

## 출연 작품

### 영화
- Mourning Glory (2001)
- Piñero (2001)
- 라스트 캐슬 (2001) - 엔리케즈 역
- Once Upon a Wedding (2005)
- 플라이트플랜 (2005) - 오베이드 역
- 모범시민 (2009) - 가자 경사 역
- 복수자 (2010) - 바케로 역
- 분노의 질주: 언리미티드 (2011) - 지지 역
- 위도우 디텍티브 (2012, Widow Detective)
- Duke (2019) - 에빌리오 역

### 텔레비전
- 로앤오더: 범죄 전담반 (1999-2000)
- 더 유닛 (2006-09)
- 체이스 (2011)
- 올모스트 휴먼 (2013-14) - 리처드 폴 역
- 테이큰 (2017) - 스콧 역
- 마얀스 M.C. (2018-23)